# Ponderacris bolivianus
Ponderacris bolivianus är en insektsart som först beskrevs av Ronderos och Frédéric Carbonell 1971.  Ponderacris bolivianus ingår i släktet Ponderacris och familjen gräshoppor. Inga underarter finns listade i Catalogue of Life.